# Сура Аль-Масад
Сура Аль-Масад (араб. سورة المسد‎) або Пальмові волокна — сто одинадцята сура Корану. Мекканська, містить 5 аятів.

1. Нехай згинуть руки Абу Лягаба й він сам!
2. Ні багатство його, ні статки його не допоможуть йому.
3. Увійде він у вогонь палаючий,
4. а дружина його буде носити дрова!
5. А на її шиї — мотузка з волокон пальмових!